# På Solsidan
På Solsidan är en svensk dramafilm från 1936 i regi av Gustaf Molander. I huvudrollerna ses Lars Hanson och Ingrid Bergman.

## Handling
Eva Bergh befinner sig på pantbanken. För att få tillräckligt med pengar måste hon också ta sitt armbandsur och lämna det tillsammans med en guldkedja. Utanför möter hon sin vän Olle Lagerberg som bjuder på skjuts eftersom hon är sen till sitt arbete. Hon säger att hon har att välja mellan att avstå från hyran eller en ”blå dröm”, som hon uttrycker det. Då är det hyran som ryker, menar Olle, eftersom han känner henne väl. Eva är vikarierande bankkassörska och får order att betala ut 7 000 kr till en kund, godsägare Harald Ribe. Hon ger honom en tusenlapp för mycket vilken han returnerar och får ett torrt tack som svar. Utanför möter Harald Olle, som är en god vän. Denne säger sig slå vad om att det var Eva, när han får höra om händelsen.
På kvällen befinner sig Eva på bjudning hos Olle, dit även Harald blivit bjuden. Harald betraktar Eva när hon sitter hos en annan man, succéförfattaren Joakim Brink, och Olle tycker Harald ser frånvarande ut. Han upplyser honom att Eva är dotter till en känd målare och att hon själv målar lite. Olle visar en av hennes målningar och Harald blir förtjust. På festen får Eva välja något föremål och tar en torsoliknande staty som står mellan Harald och Joakim.
Joakim skall resa till Paris och vill locka Eva att följa med. För ett ögonblick faller hon för hans fraser och han dikterar på skämt ett något pepprat avskedsbrev för henne till banken, ställt till ”Kalle Kurant”, som är bankdirektörens öknamn. En av Joakims avlagda älskarinnor uppenbarar sig och säger sarkastiskt att Eva väl blir ett eller två kapitel i hans nästa roman. Hon tar hand om brevet och vidarebefordrar det uppenbart sedan till banken som hämnd. Harald följer Eva hem vilket hennes hyresvärdinna inte kan undvika att märka. Eftersom Eva både ligger efter med hyran och värdinnan har en gammaldags moral blir Eva omedelbart uppsagd. Dagen efter får hon sparken på banken eftersom bankdirektör Karl Sund inte ser något skämtsamt i den avskedsansökan hon skrivit.
Eva träffar Harald på ett båtvarv där han skall sjösätta sin segelbåt. När hon säger att hon nog inte passar någonstans friar han i lite omskrivande ordalag. Hon invänder att de bara känt varandra i två dygn men han menar att det är tillräckligt. Senare tar de avsked av Haralds syster Kajsa, som skall åka till Paris. Även Joakim är på stationen och säger sig vara besviken på Eva då hon säger att hon skall gifta sig med Harald, vilket också sker.
Ute på Solsidan sitter Eva och målar och känner sig onyttig. Hon tycker själv att hennes tavlor inte är något att ha, men Harald tror bara att hon inte har något självförtroende vilket han däremot har, något som ständigt kommer upp i deras samtal. Den beskedlige Olle finns också där ute som en dagdrönande gäst och menar att Harald alltid är så säker och därför kan han aldrig bli svartsjuk eller tvivla på hennes kärlek. Haralds mor ser på Eva med nedlåtande blick. Hon menar att Eva inte bara är en ”lyxmöbel” utan en vildfågel, en zigenerska som bara väntar på att dra vidare. Hon har oroligt konstnärsblod i sig, säger hon.
Inför den regattamiddag man skall hålla frågar Harald Olle vem Eva främst höll av i den gamla konstnärskretsen. Det kryper fram att det var Joakim och Harald beslutar sig för att bjuda in honom som en överraskning. När Eva märker det säger Harald att det bara är för att förströ henne, men hon anar hans rätta motiv, att pröva hennes kärlek och därmed sin självsäkerhet. Han vill bara bevisa sin äganderätt till henne, antyder hon. När Joakim visar stort intresse för Kajsa, som han mött i Paris, menar Eva inför Olle att där försvann Haralds ”förströelse”, dvs hans plan att sätta henne på prov. Istället börjar hon locka och reta Olle och säga att han inte är någon vidare jägare. Till sist har hon provocerat honom dithän att han kysser henne på terrassen, vilket observeras av både Harald och hans mor.
Båda tror dock att det är Joakim som kysst henne och modern tycker sig få bekräftat vad hon hela tiden sagt, att hon bara tagit honom för pengarnas skull. Harald börjar nu tvivla på sig själv och till sist blir det en konfrontation inför alla andra. Visserligen får han det lättande beskedet att det ”bara” var Olle som kysst henne och tror att allt är över med det. Men då håller Eva ett glödande tal. Hon säger att det ligger visst något i att hon tog honom för pengarna, vilket hans mor hävdat. Hon säger också att de som levt på Solsidan inte vet något om det underbara levande livet, om alla önskningar man har om man lever där nere. Hon vill öppna hans ögon och tar som exempel sitt måleri. Det är bara skräp, vilket också Joakim intygar. Därmed har hon klart antytt att han inte skall vara alltför säker på hennes kärlek. Haralds mor blir övertygad av hennes tal och räcker henne husets nycklar som en försoningsgest. Nästa dag tar Harald med sig Eva i sin segelbåt och vinner ännu en seger.

## Om filmen
Filmen premiärvisades 3 februari 1936 på biograf Spegeln i Stockholm. Den spelades in i Filmstaden, Råsunda med exteriörer från Stockholms Central, Fiskartorpet i Stockholm och Neglinge varv, Saltsjö-Duvnäs i Nacka av Åke Dahlqvist. 
Som förlaga har man Helge Krogs pjäs På Solsiden som uruppfördes på Nationaltheatret i Oslo 1927. Pjäsen fick svensk premiär på Blancheteatern i Stockholm 1941. I Norge filmades pjäsen 1956 i regi av Edith Carlmar.
Filmen har visats vid ett flertal tillfällen i SVT, bland annat i juni 2019 och i oktober 2021.

## Rollista i urval
- Lars Hanson – Harald Ribe, godsägare
- Ingrid Bergman – Eva Bergh, bankkassörska
- Karin Swanström – fru Margareta Ribe, Haralds mor
- Edvin Adolphson – Joakim Brink, författare
- Marianne Löfgren – Kajsa Ribe, Haralds syster
- Einar Axelsson – Olle Lagerberg
- Erik "Bullen" Berglund – bankdirektör Karl Sund
- Carl Browallius – onkel Severin
- Eddie Figge – gäst på Olles party, en av Joakims f.d.
- Olga Andersson – fru Adelberg, Evas hyresvärdinna
- Wiktor "Kulörten" Andersson – målare på varvet
- Eric Gustafsson – bankir Westerberg, gäst på regattamiddagen
- Gerda Landgren – Lina, Ribes husa
- Otto Malmberg – bankkamrern
- John Westin – pantlånaren
- Emmy Albiin – gumma på pantbanken

## Musik i filmen
- Bientôt, kompositör Hans May, instrumental
- Fantasi-impromptu, piano, op. 66, ciss-moll, kompositör Frédéric Chopin, framförs instrumentalt på piano av Yngve Sköld
- Pelléas och Mélisande, op. 46. Svit, kompositör Jean Sibelius, instrumental
- Hej, tomtegubbar, sång med den nya texten Hej, målarkluddar slå i glasen Edvin Adolphson och Einar Axelsson
- Puli Muli (Puli Muli/Uti drömmens sagorike), kompositör Curt Fekl, text Wolfgang Ronegg svensk text Bo Roger, instrumental
- Cold Dawn, kompositör Tom Waltham, instrumental
- Valse Elise, kompositör Rudolf Friml, instrumental
- Wenn du einen Schilling, kompositör Robert Katscher, instrumental
- Wiener Blut (vals), op. 354 (Wienerblod), kompositör Johann Strauss d.y., instrumental
- Kvintett, piano, viola, violoncell, kontrabas, D. 667, op. 114, A-dur. Sats 2 (Andante), (Forellkvintetten. Sats 2 (Andante), kompositör Franz Schubert, framförs instrumentalt på piano
- En sjöman älskar havets våg, text Ossian Limborg, instrumental

## DVD
Filmen gavs ut på DVD 2014.